# Oradour-sur-Glane
Oradour-sur-Glane (in occitano Orador) è un comune francese di 2 256 abitanti situato nel dipartimento dell'Alta Vienne nella regione della Nuova Aquitania. Gli abitanti si chiamano Radounauds. Il villaggio originale venne distrutto il 10 giugno 1944, e nei suoi pressi venne costruito il borgo odierno.

## Storia contemporanea

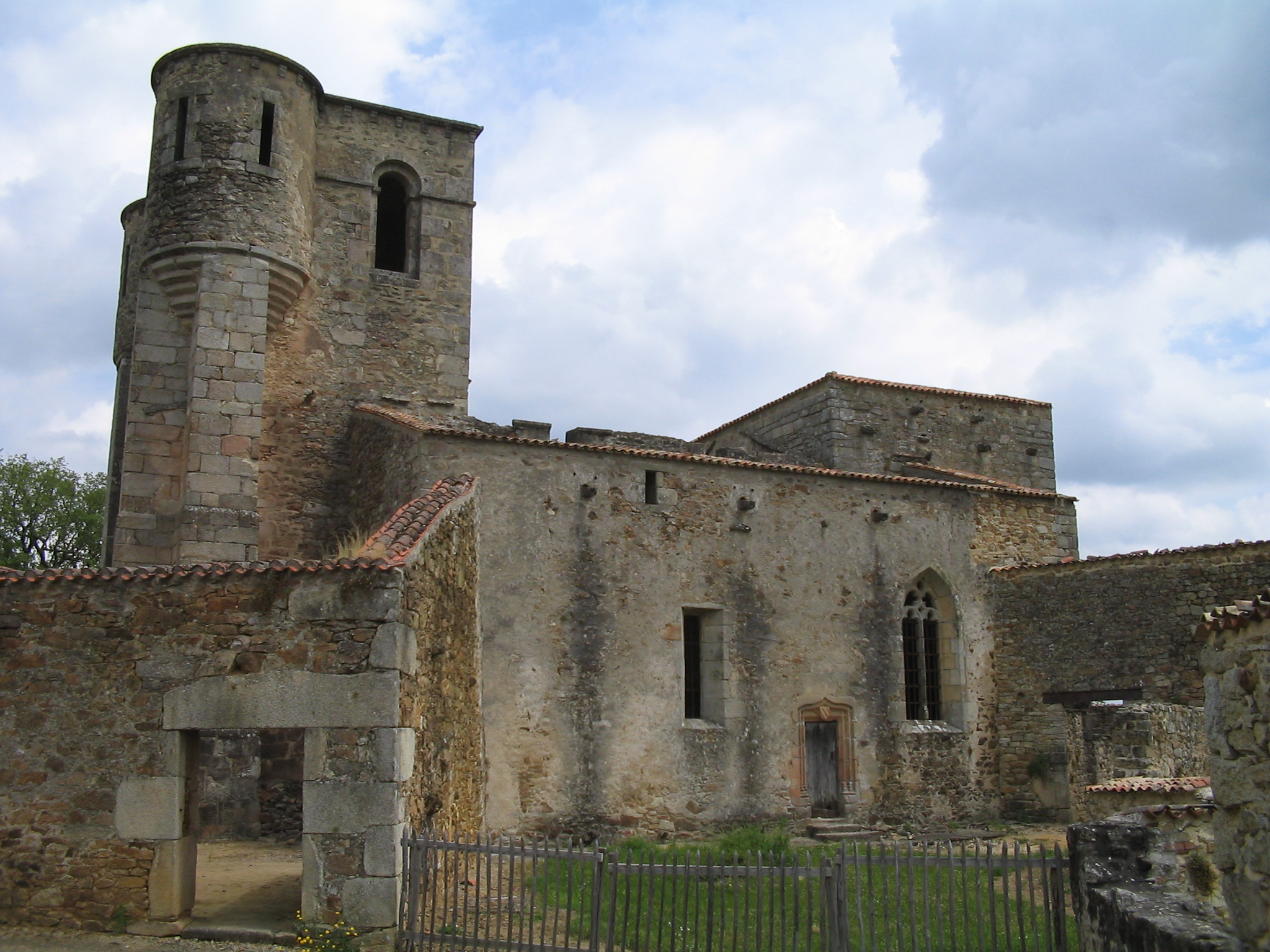
La chiesa

Il Limosino fu una regione della Francia di Vichy che passò sotto il diretto controllo dei tedeschi nel 1942. Quando si iniziò a intravedere l'arrivo di un attacco Alleato in Europa, la locale resistenza aumentò le sue attività allo scopo di occupare le forze tedesche e ostacolare le comunicazioni. Le risposte dei nazisti si intensificarono, soprattutto successivamente al D-Day e allo sbarco in Normandia avvenuto il 6 giugno 1944. 
Per soffocare la resistenza, le SS decisero di fare una rappresaglia in un villaggio sito nel cuore dell'area problematica.
Il 10 giugno il 4º Reggimento Panzer Grenadier Der Führer della divisione Das Reich circondò la città di Oradour-sur-Glane e ordinò a tutti gli abitanti di radunarsi nella piazza del paese, apparentemente per controllare i documenti degli abitanti. Tutte le donne e i bambini vennero rinchiusi nella chiesa, mentre il villaggio veniva saccheggiato. Nel frattempo gli uomini vennero portati in sei granai, dove dei nidi di mitragliatrici erano già stati predisposti. Secondo il resoconto di un sopravvissuto, i soldati iniziarono a sparare agli uomini, mirando alle gambe, in modo che morissero più lentamente. Una volta che le vittime non furono più in grado di muoversi i nazisti coprirono i loro corpi con delle frasche e diedero fuoco ai granai. Solo cinque uomini sfuggirono: 197 morirono lì.

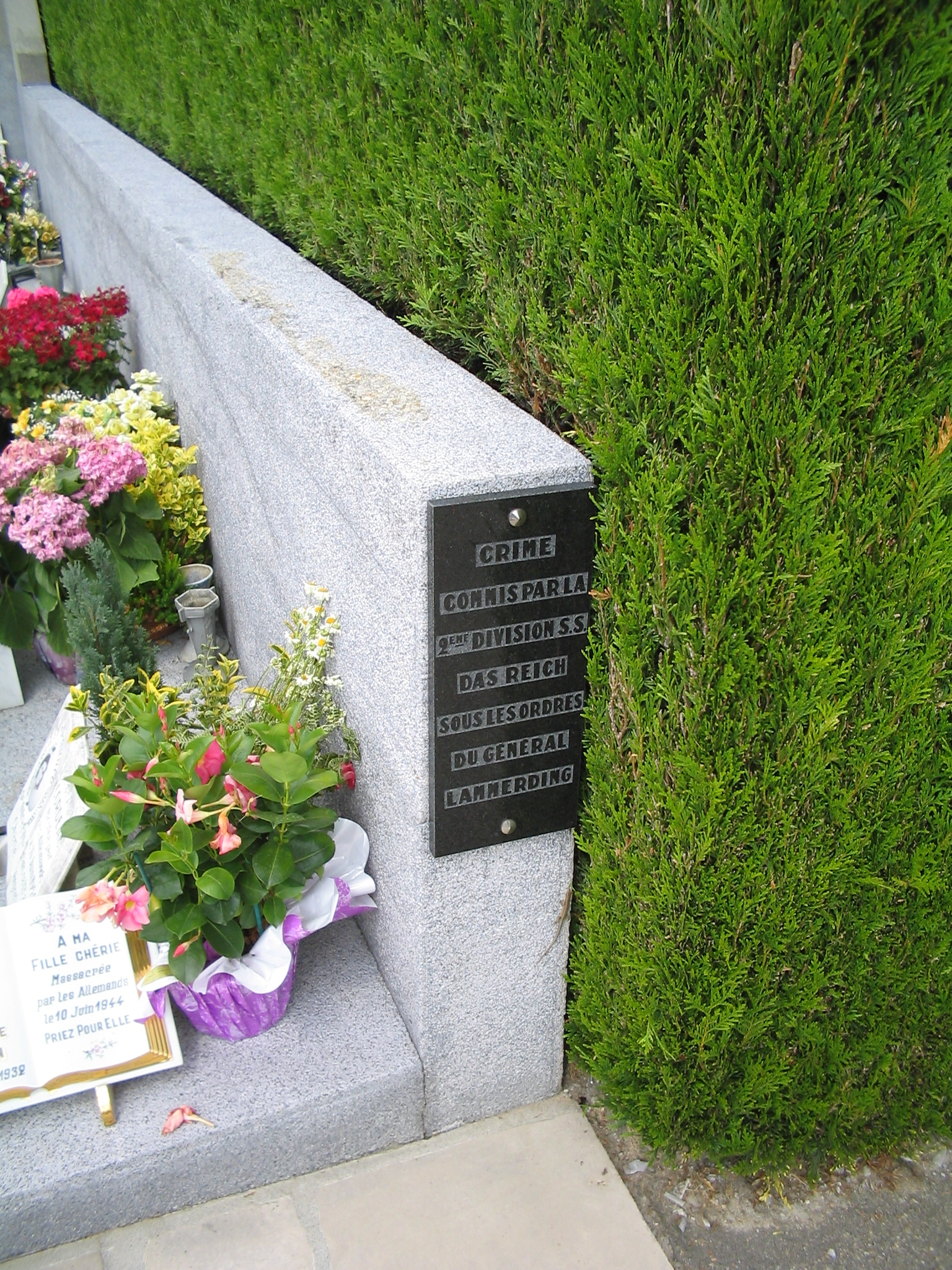
Targa ricordo al cimitero

Avendo finito con gli uomini, i soldati entrarono nella chiesa e vi collocarono un ordigno esplosivo. Dopo la detonazione, le donne e i bambini sopravvissuti cercarono di fuggire dalle porte e dalle finestre, ma andarono incontro al fuoco delle mitragliatrici. Solo una donna sopravvisse; altre 240 e 205 bambini morirono nel massacro. In questo gruppo c’erano anche otto italiani: Lucia Zoccarato, 39 anni, originaria della provincia di Padova ed emigrata a Oradour nel 1927 con il marito Giuseppe Miozzo, e sette dei loro nove figli (Bruno, Antonio, Armando, Luigi, Anna Teresa, Marcello e Giovanni).
Un altro piccolo gruppo di circa venti abitanti del paese aveva lasciato Oradour quando erano apparsi i nazisti. Nella notte il resto del villaggio venne raso al suolo. Due giorni dopo i nazisti tornarono a Oradour per scavare due grandi fosse in cui seppellire i resti delle vittime.
Dopo la guerra, il Generale Charles de Gaulle decise che il villaggio non sarebbe mai più stato ricostruito, e che sarebbe invece rimasto come memoriale della sofferenza francese sotto l'occupazione tedesca. Nel 1999, il presidente Jacques Chirac dedicò un centro visitatori a Oradour-sur-Glane e ribattezzò il luogo come "Villaggio Martire". Una via col nome del paese è dedicata nelle città di Reggio Emilia, Correggio, Scandiano, Parma, Rimini e San Giorgio di Piano.

## Evoluzione demografica

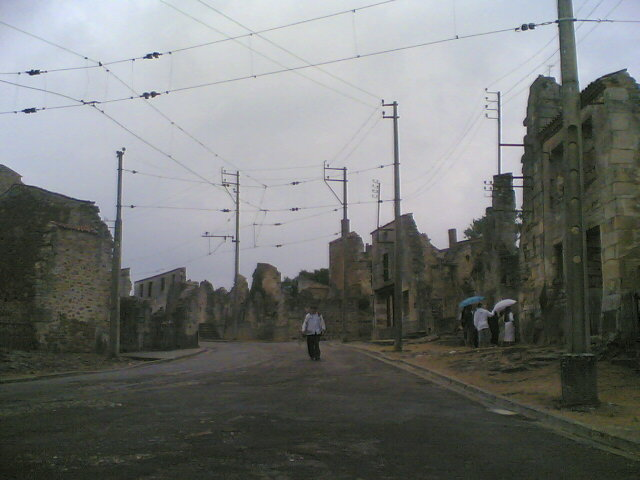
Oradour-sur-Glane

## Evoluzione demografica[3]
Abitanti censiti